# Ernst Riesenfeld
Ernst Herman Riesenfeld, född 25 oktober 1877 i Brieg, död 19 maj 1957 i Stockholm, var en tysk-svensk kemist. Han var far till Harald Riesenfeld.
Ernst Riesenfeld var son till sanitetsrådet medicine doktor Emanuel Riesenfeld. Han avlade studentexamen i Breslau 1897 och blev filosofie doktor vid Göttingens universitet 1901 samt docent i kemi vid Freiburgs universitet 1905. Han var professor i kemi vid Freiburgs universitet 1910–1920 och vid Berlins universitet 1920–1935. Som konsulterande kemist var han därutöver knuten till flera större industriföretag. Riesenfeld var bosatt i Stockholm från 1936 och blev svensk medborgare 1938. Han vikarierade redan 1911 som föreståndare vid Vetenskapsakademiens Nobelinstitut för fysikalisk kemi i Stockholm. 1922–1923 och 1936–1940 var han vetenskaplig medarbetare där. 1940–1945 förestod han AB Kemiska kontrollbyrån, och från 1945 ägde och ledde han AB Kemiska provningsanstalten. Från 1940 var han även auktoriserad handelskemist i Stockholm. Riesenfelds vetenskapliga verksamhet tillhör huvudsakligen den oorganiska kemin. I omkring hundranittio uppsatser i tyska, svenska med flera tidskrifter undersökte han vätesuperoxid, persalter, ozon och komplexa föreningar samt inom atomkemin studerat olika grundämnens isotoper och möjligheten att skilja dessa åt. Han utgav därutöver böckerna An-organisches-chemishces Praktikum (1907, 15:e upplagan 1946, även på engelska, franska, spanska, kinesiska med flera språk), Lehrbuch der anorganischen Chemie (1934, 4:e upplagan 1946) samt levnadsteckningen Svante Arrhenius (1931).